# Lijst van gemeentelijke monumenten in Son en Breugel
De gemeente Son en Breugel heeft 13 gemeentelijke monumenten. Hieronder een overzicht. 

## Breugel
De plaats Breugel kent 2 gemeentelijke monumenten:
| Object                                                    | Bouwjaar | Architect              | Locatie                | Coördinaten                   | Nr.             | Afbeelding                                                |
| --------------------------------------------------------- | -------- | ---------------------- | ---------------------- | ----------------------------- | --------------- | --------------------------------------------------------- |
| Voormalige pastorie RK Genovevakerk                       | 1801     |                        | Sint-Genovevastraat 28 | 51° 30' 43" NB, 5° 30' 16" OL | 0848/BreugelGM1 | Voormalige pastorie RK Genovevakerk                       |
| Parochiehuis Parochie Heilige Oda, thans genaamd Den Bauw | 1899     | A.J. Blomjous, Tilburg | Sint-Genovevastraat 29 | 51° 30' 47" NB, 5° 30' 19" OL | 0848/BreugelGM2 | Parochiehuis Parochie Heilige Oda, thans genaamd Den Bauw |

## Son
De plaats Son kent 11 gemeentelijke monumenten:
| Object | Bouwjaar               | Architect                   | Locatie                                   | Coördinaten                   | Nr.          | Afbeelding |
| --- | ---------------------- | --------------------------- | ----------------------------------------- | ----------------------------- | ------------ | --- |
| Grafmonument voormalig burgemeester Van Hoven (1833 - 1852) en zijn echtgenote | 1895                   |                             | Europalaan ongenummerd (zuidzijde vijver) | 51° 30' 47" NB, 5° 29' 20" OL | 0848/SonGM1  | Grafmonument voormalig burgemeester Van Hoven (1833 - 1852) en zijn echtgenote |
| Boerderij De Paulushoef. Het leien dak van de boerderij, waarop de naam stond vermeld, werd door de geallieerde vliegers gebruikt als navigatiepunt voor de luchtlanding op 17 september 1944 in de operatie Market Garden | begin 20ste eeuw       |                             | Sonniuswijk 42                            | 51° 31' 39" NB, 5° 27' 40" OL | 0848/SonGM2  | Boerderij De Paulushoef. Het leien dak van de boerderij, waarop de naam stond vermeld, werd door de geallieerde vliegers gebruikt als navigatiepunt voor de luchtlanding op 17 september 1944 in de operatie Market Garden |
| Diepvrieshuisje | 1959                   |                             | Driehoek                                  | 51° 30' 9" NB, 5° 29' 40" OL  | 0848/SonGM3  | Diepvrieshuisje |
| Gemeentehuis (hoofdgebouw) | 1963-1965              | C.G. Geenen en L.R.T. Oskam | Raadhuisplein 1                           | 51° 30' 38" NB, 5° 29' 29" OL | 0848/SonGM4  | Gemeentehuis (hoofdgebouw) |
| Woonhuis | XXa                    |                             | Kerkstraat 3                              | 51° 30' 33" NB, 5° 29' 36" OL | 0848/SonGM5  | Woonhuis |
| Woonhuis | XXA                    |                             | Kerkstraat 4                              | 51° 30' 33" NB, 5° 29' 36" OL | 0848/SonGM6  | Woonhuis |
| Woonhuis | XXa                    |                             | Kerkstraat 5                              | 51° 30' 32" NB, 5° 29' 36" OL | 0848/SonGM7  | Woonhuis |
| Vrijstaand woonhuis “Henk’s Home” | 1934                   |                             | Hendrik Veenemanstraat 7                  | 51° 30' 48" NB, 5° 29' 37" OL | 0848/SonGM8  | Vrijstaand woonhuis “Henk’s Home” |
| Kiosk | 2006 (in huidige vorm) |                             | Kerkplein                                 | 51° 30' 37" NB, 5° 29' 36" OL | 0848/SonGM9  | Kiosk |
| Mariakapel in Delftse Schoolstijl | 1950                   | C.G. Geenen                 | Beverlaan 3a                              | 51° 31' 1" NB, 5° 29' 33" OL  | 0848/SonGM10 | Mariakapel in Delftse Schoolstijl |
| Boerderij |                        |                             | Wolfswinkel 1                             | 51° 31' 20" NB, 5° 29' 39" OL | 0848/SonGM11 | Boerderij |

's-Hertogenbosch ·
Alphen-Chaam ·
Altena ·
Asten ·
Baarle-Nassau ·
Bergeijk ·
Bergen op Zoom ·
Bernheze ·
Best ·
Bladel ·
Boekel ·
Boxtel ·
Cranendonck ·
Deurne ·
Dongen ·
Drimmelen ·
Eersel ·
Eindhoven ·
Etten-Leur ·
Lijst van gemeentelijke monumenten in Geertruidenberg ·
Geldrop-Mierlo ·
Gemert-Bakel ·
Gilze en Rijen ·
Goirle ·
Halderberge ·
Heeze-Leende ·
Helmond ·
Heusden ·
Hilvarenbeek ·
Laarbeek ·
Land van Cuijk ·
Maashorst ·
Meierijstad ·
Moerdijk ·
Nuenen, Gerwen en Nederwetten ·
Oirschot ·
Oisterwijk ·
Oosterhout ·
Oss ·
Reusel-De Mierden ·
Roosendaal ·
Someren ·
Son en Breugel ·
Lijst van gemeentelijke monumenten in Steenbergen ·
Tilburg ·
Valkenswaard ·
Vught ·
Waalre ·
Waalwijk ·
Woensdrecht ·
Zundert